# Heinz Gappmayr
Heinz Gappmayr (* 7. Oktober 1925 in Innsbruck; † 19. April 2010 ebenda) war ein österreichischer bildender Künstler. Er gilt als wichtiger Vertreter der Konkreten und Visuellen Poesie.

## Leben
Ab den späten 1950er-Jahren entwickelte Heinz Gappmayr ein künstlerisches Konzept, in dessen Mittelpunkt die Sprache selbst als Kunstgegenstand steht. Bereits seine ersten Publikationen und Ausstellungen bezogen sich auf die Unterschiede zwischen Begriff, Wort und außersprachlichem Gegenstand: siehe zeichen 1962, 1964 erste Einzelausstellung, 1973 erste Raumtexte, 1979 erste Fototexte.
Gappmayr war auch ein wichtiger Anreger und Impulsgeber in der Zusammenarbeit mit Museen und Galerien und er stand als Gesprächspartner für jüngere Künstler in einem regen Austausch mit der zeitgenössischen Kunstszene weit über Innsbruck hinaus. Mit seiner Vortragstätigkeit hat er zur Vernetzung der Bereiche der Wissenschaft und der Kunstvermittlung beigetragen.

## Werk und Rezeption

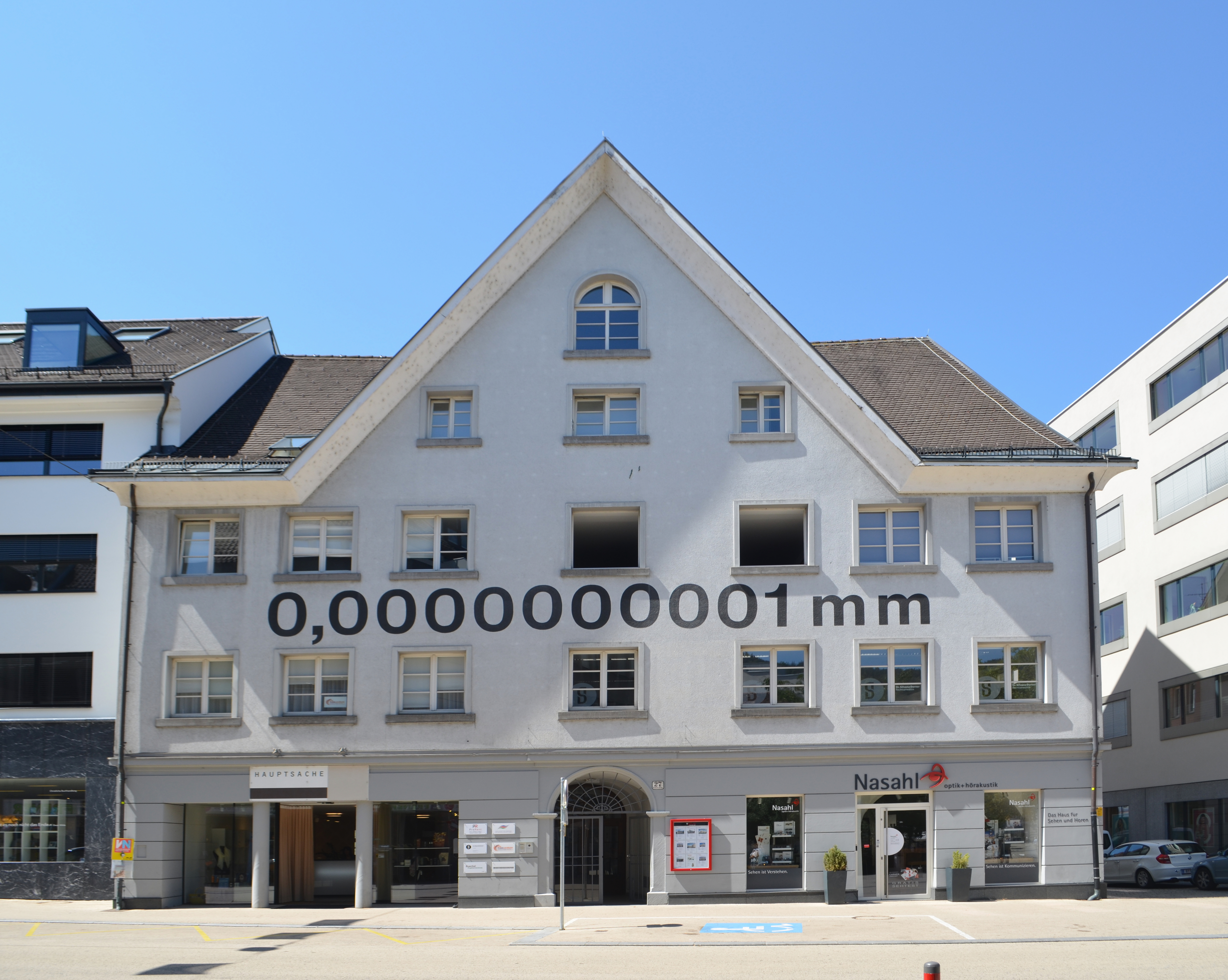
Werk 0,0000000001 in Bregenz auf denkmalgeschütztem Wohnhaus

Das Werk von Heinz Gappmayr baut auf einer umfassenden sprachlich-bildnerischen Grundlagenarbeit auf und verknüpft Aspekte der Sprachforschung, der Bildtheorie und Philosophie. Der Ausgangspunkt war das Bestreben, den Verweischarakter der Sprache auf etwas außerhalb von sich selbst zu überwinden und Wörter und Zeichen auf einem Blatt Papier als eine konkrete gedankliche Realität zu behandeln. Die Materialität der sprachlichen Elemente wurde in der Folge auf die Medien Buch, Bildtafel, Wand und Raum und schließlich auf öffentliche Orte, Gebäude und Plätze erweitert. Entscheidend für das einzelne Werk ist dabei neben der Auswahl der Begriffe die Wahl und Anordnung der Wörter, Linien oder Zeichen. Durch ihre Verwendung als Kunstgegenstand entstehen so Denkbilder, in denen das Gedachte zugleich als bildliche und ideelle Realität anschaulich wird. Bilder verzichten hier auf jede Darstellung eines simulierten Inhalts aus der Lebenswelt, denn es handelt sich um Sinnbilder konkreter und allgemeingültiger Erfahrungen. Ein wichtiger Aspekt ist die aktivierende Rolle, die dabei dem Betrachter zukommt und der durch seine physische und geistige Präsenz den Sinngehalt eines Werkes erst hervorbringt.
Um der Materialität der Worte noch mehr Eigenständigkeit zuzusprechen, löst Gappmayr seine Poesie von der üblichen und bekannten Syntaxstruktur und überträgt sie auf die Fläche bzw. den Raum. „Die Fläche besitzt die ihr eigene Grammatik. Die Fläche nötigt dazu, den Text von ihr her zu denken, damit ihre Funktion zur Geltung kommen könnte.“ Die aktive Aufgabe des Lesers oder Betrachters wird hier konkret angesprochen. Es gibt im Raum keine Leserichtung, kein Richtig oder Falsch und keine bekannte Grammatik, auf die man zurückgreifen kann. Sie muss von Grund auf neu erlernt werden, wie Kinder zunächst erst die Grammatik ihrer Muttersprache durch Beobachten und Ausprobieren lernen müssen.
Durch den Fokus auf einzelne Wörter entstehen Gappmayrs bekannte Ein-Wort-Texte, welche meist einen metaphysischen Bezug haben. Eine Syntaxstruktur entfällt in diesen Texten dadurch, dass sie entweder aus einem Wort allein, oder aber auch dem gleichen Wort in verschiedener Häufigkeit oder Variation des gleichen Wortes bestehen. Sie stehen also allein für sich, ohne dass ihr Kern von anderen Wörtern verschleiert oder überdeckt wird. Die schlichte Bezeichnung als „Zeichen“ lösen die Wörter von ihrer semantischen Vorbelastung und lassen einen direkten Blick auf ihren Kern zu. Der Betrachter muss also sein vermeintliches Vorwissen um die Bedeutung der Begriffe in Frage stellen und sie von Grund auf neu hinterfragen. Die eigene Grammatik des Raumes ist dabei der Kontext, in dem die Begriffe stehen, losgelöst von der dem Leser bekannten  Satzreihe. „Worte bestehen aus krummen und geraden Linien, wie eine Zeichnung; mit ihnen bringen wir aber einen bestimmten Sinn in Zusammenhang. Der tägliche Umgang mit Geschriebenem verstellt uns den Blick für das Ungewöhnliche dieses Phänomens.“
Durch die Räumlichkeit bekommen Gappmayrs Gedichte einen visuellen Charakter, der sie nicht mehr zu Texten allein, sondern zu Textbildern werden lässt. So lässt sich auch nicht immer der Begriff „Leser“ und „Betrachter“ in diesem Umfeld unterscheiden. Man muss beides sein um die Wirkung und Materialität der Sprache zu erfahren. In der konkreten / visuellen Poesie erobert die Schriftsprache die Fläche, die vorher allein der bildenden Kunst zugesprochen wurde. Die Symbiose zwischen Schrift und Bild eröffnet einen neuen Blick auf die Struktur der Zeichen unserer, aber auch fremder Sprache. „Die visuelle Dichtung macht sichtbar, wie sich bloße Striche in sinnhaft logische Welt ermöglichende Zeichen verwandeln.“ Als Vertreter einer neuen Generation von Künstlern emanzipiert Gappmayr das Phänomen der Sprache, weg vom bloßen Transportmittel von Information, Wissen und reinem Kommunikationsmittel und gibt ihr eine eigene Sinnhaftigkeit. Diese entsteht aber nicht durch die semantische Bedeutung innerhalb einer syntaktischen Reihe, sondern durch die Grammatik der Wörter im Raum selbst. Durch das Fehlen vergleichbarer Muster werden so vollkommen neue Herangehensweisen entwickelt und unbekannte Elemente der Sprache entdeckt. Gappmayr lässt seine Leser die Grammatik der Sprache im Raum durch Ausprobieren erlernen, auf den Alltag übertragen und anwenden. „zweck der neuen dichtung ist, der dichtung wieder eine organische funktion in der gesellschaft zu geben […] durch die vorbildlichkeit seiner spielregeln (Anm. die des Dichters) kann das neue gedicht die alltagsspracge beeinflussen“.
Das Gesamtwerk von Heinz Gappmayr umfasst neben den insgesamt mehr als 3000 visuellen Textarbeiten eine Vielzahl von Publikationen, Grafikmappen, Fotoarbeiten [5], Arbeiten im öffentlichen Raum, von Aufsätzen und theoretischen Abhandlungen.

## Auszeichnungen
- 1995 Tiroler Landespreis für Kunst

## Publikationen
- zeichen. Pinguin-Verlag, Innsbruck 1962.
- zeichen II. Pinguin-Verlag, Innsbruck 1964.
- zeichen III. visuelle Gedichte. Edition UND im Jürgen Willing-Verlag, München 1968.
- zeichen IV. visuelle Gedichte. Sema-Verlag, Karlsruhe 1970.
- zahlentexte. Edition UND, München 1975.
- raum. Edition UND, München 1977.
- reflex. Ottenhausen Verlag, Aachen 1978.
- textinstallationen. edition UND, München 1984.
- raumtexte. Herbstpresse, Wien 1990.
- Fläche und Raum. Museum-Galerie, Bozen 1991.
- alphabet. Edition NN Oslip, Wien 1993.
- modifikationen. Cantz Verlag, Ostfildern 1995.
- couleurs. Jean-Pierre Huguet editeur, Le Pré Battoire 1998.
- fotos. Folio Verlag, Wien-Bozen 2001.
- texte 1961-1968. Ritter Verlag, Klagenfurt 2002.
- texte strukturen, Galerie Lindner, Wien 2002.
- Opus. Heinz Gappmayr. Gesamtverzeichnis der visuellen und theoretischen Texte 1961 -1990. Van der Koelen Verlag, Mainz 1993, ISBN 3-926663-91-X.
- Opus. Heinz Gappmayr. Gesamtverzeichnis der visuellen und theoretischen Texte 1991 -1996. Chorus Verlag, Mainz 1997, ISBN 3-931876-15-2.
- Opus. Heinz Gappmayr. Gesamtverzeichnis der visuellen und theoretischen Texte 1997 - 2004. Hg. Chorus Verlag, Mainz 2005, ISBN 3-931876-56-X.
- Skizzen Entwürfe. Galerie Johann Widauer, Innsbruck 2005.
- auswahl. Mit einem Nachwort von Markus Klammer. Folio Verlag, Wien-Bozen 2009, ISBN 978-3-85256-488-3.

## Ausstellungen
- 1963 Amsterdam, Stedelijk Museum, Schrift und Bild
- 1964 München, Barer Straße 84, Zeichen II, erste Einzelausstellung
- 1965 London, Institute of Contemporary Arts, Between Poetry and Painting
- 1966 New York, The Something Else Gallery, The Arts in Fusion
- 1969 Venedig, La Biennale, Mostra di poesia concreta
- 1970 Wien, Galerie nächst St. Stephan
- 1972 Bremerhaven, Kabinett für aktuelle Kunst
- 1982 Frankfurter Kunstverein
- 1985 Bern, Kunsthalle und Kunstmuseum
- 1988 Kassel, Neue Galerie
- 1989 Mainz, Galerie Dorothea van der Koelen
- 1991 Bozen, Museum Galerie
- 1991 München, Staatsgalerie moderner Kunst, Neue Pinakothek
- 1993 Salzburg, Rupertinum
- 1993 Wien, Galerie Lindner
- 1996 Kunsthaus Zug
- 1997 Kunstverein Jena
- 1997 Kunsthalle Wien
- 1997 Kunsthalle Budapest
- 1997 Innsbruck, Galerie Johann Widauer
- 2000 Innsbruck, Landesmuseum Ferdinandeum
- 2004 Berlin, Mies van der Rohe-Haus
- 2007 Rovereto, MaRT, La parola nell’arte
- 2008 Innsbruck, Galerie Johann Widauer
- 2008 Kunsthalle Wien
- 2010 Innsbruck, Galerie Johann Widauer
- 2016 Innsbruck, Galerie Johann Widauer

## Werke in öffentlichen Sammlungen
- Berlin, Staatliche Museen Preußischer Kulturbesitz, Nationalgalerie, Kupferstichkabinett, Kunstbibliothek
- Bozen, Museion, Museum für moderne Kunst
- Bruxelles, Musée d’Art Moderne de Bruxelles
- Chemnitz, Kunstsammlungen
- Dresden, Staatliche Kunstsammlungen, Kupferstichkabinett
- Göppingen, Kunsthalle
- Ingolstadt, Museum für konkrete Kunst
- Innsbruck, Tiroler Landesmuseum Ferdinandeum
- London, Victoria and Albert Museum
- München, Neue Pinakothek
- München, Lenbachhaus
- New York, Museum of Modern Art, Library
- Salzburg, Rupertinum
- Stuttgart, Staatsgalerie
- Wien, Albertina
- Wien, Museum angewandter Kunst
- Wien, Museum moderner Kunst
- Würzburg, Museum im Kulturspeicher, Sammlung Peter C. Ruppert

## Werke im öffentlichen Raum
- Zug, Kunsthaus, ist wird, 1996

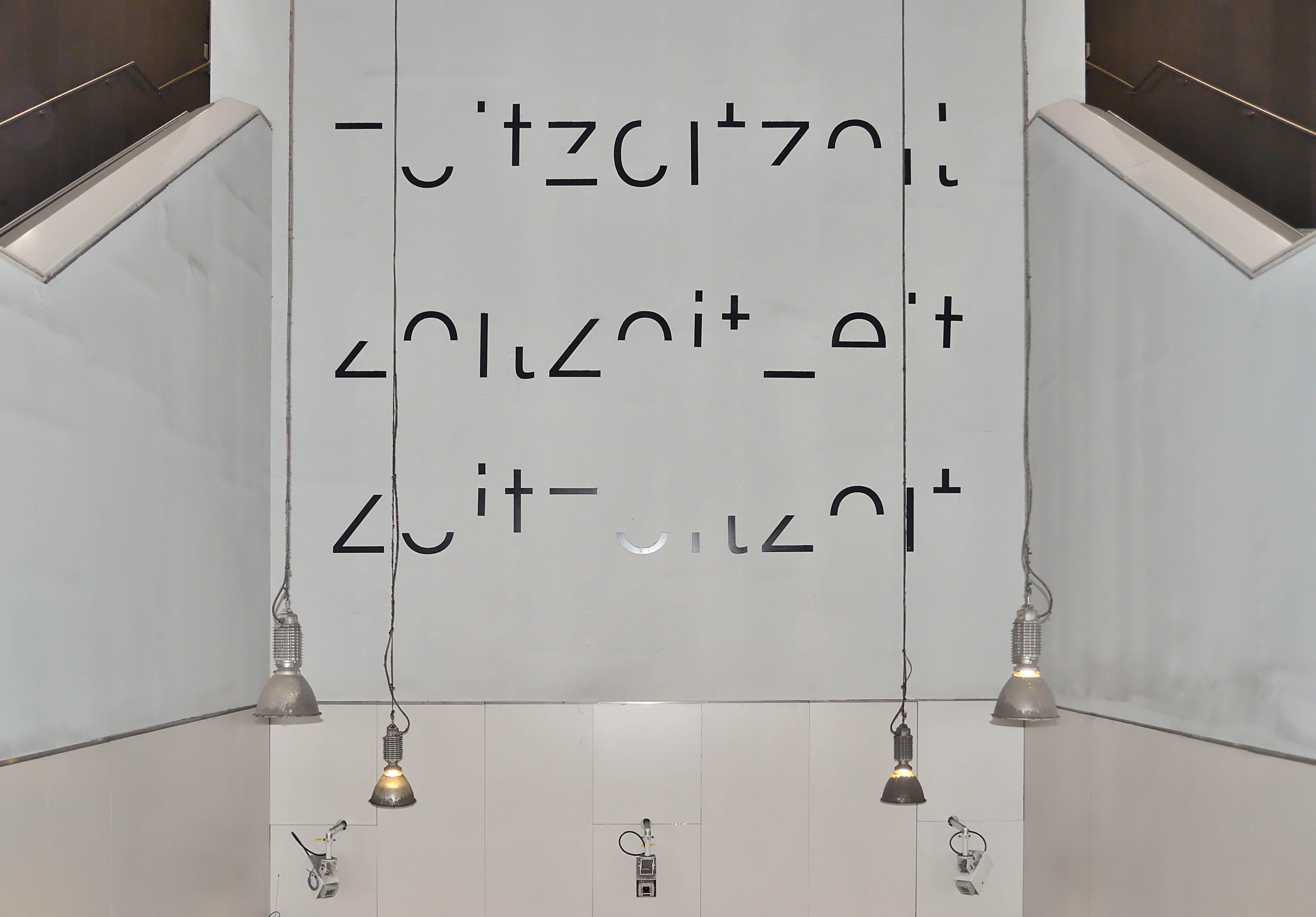
Raumtext in der Wiener Hauptbücherei

- Bregenz, Rathausstraße, 0,0000000001, 1997
- Graz, Universitätsbibliothek, zeit, 1997
- Meran, Krankenhaus, blau hellblau weiß, 1999
- Hünfeld, manche, 2001
- Innsbruck, Rathaus, IST, SIND, 2002
- Graz, Österreichischer Skulpturenpark, 2003
- Wien, Hauptbücherei, Raumtexte, 2006
- Krems, Donauuniversität, Licht-Installation, 2007
- Innsbruck, Hypo-Bank, Zahlen, 2008
- Innsbruck, Lodenareal, ZEIT, 2009